# Chus Alonso
Jesús Alonso Fernández (La Habana, Cuba, 24 de abril de 1917 — Madrid, España, 9 de agosto de 1979), conocido como Chus Alonso, fue un futbolista español que jugaba como delantero interior. Jugador histórico del Real Madrid Club de Fútbol, del que llegó a ser uno de sus más importantes jugadores en la posguerra y el autor del primer tanto oficial en el estadio Santiago Bernabéu, su primer club fue la Sportiva Ovetense.

## Trayectoria
Nacido en Cuba de padres asturianos retornó joven a España, comenzando su carrera en la temporada 1934-35 en la Sportiva Ovetense, equipo filial del Oviedo Football Club, club con el que debutó ese miso curso en Primera División a los diecisiete años, en un encuentro frente al Arenas de Guecho en el que marcó dos de los cuatro goles de su equipo.
En 1935, tras el Superregional Astur-Gallego se incorporó al Real Madrid Aficionados, segundo filial madridista, e inmediatamente fue cedido al Club Valladolid Deportivo. La Guerra Civil le impidió volver al club blanco hasta 1939, ya como profesional, permaneciendo en el club hasta 1948. En su haber queda el honor de marcar el primer gol oficial en el estadio Santiago Bernabéu —entonces conocido como Nuevo Chamartín—. Fue en un partido del Campeonato de Liga frente al Athletic Club disputado el 28 de diciembre de 1947. En total disputó con los madrileños 160 partidos en los que anotó 66 goles. Tras finalizar su etapa en Madrid se marchó al Zaragoza Club de Fútbol, donde jugó dos temporadas, cuando definitivamente colgó sus botas.
En los últimos años de su vida fue directivo de las Federaciones Española y Castellana de Fútbol.

## Selección nacional
Fue internacional con la selección española, jugando tres partidos el primero el 15 de marzo de 1942 contra Francia, el segundo contra Alemania el 12 de abril de 1942, y el último el 19 de abril de 1942 contra Italia.

## Estadísticas
Datos actualizados a final de carrera. Resaltadas temporadas en calidad de cesión.
En la temporada 1934-35 militó también en el filial del Oviedo Football Club, la Sportiva Ovetense de 1.ª categoría "B" del fútbol regional asturiano, desconociéndose sus estadísticas.
| Club                 | Temporada     | Div.          | Liga  | Liga  | Copas | Copas | Regional | Regional | Total | Total | Media goleadora |
| Club                 | Temporada     | Div.          | Part. | Goles | Part. | Goles | Part.    | Goles    | Part. | Goles | Media goleadora |
| -------------------- | ------------- | ------------- | ----- | ----- | ----- | ----- | -------- | -------- | ----- | ----- | --------------- |
| Oviedo F. C.         | 1934-35       | 1.ª           | 3     | 2     | —     | —     | 1        | 3        | 4     | 5     | 1.25            |
| Oviedo F. C.         | 1935-36       | 1.ª           | —     | —     | —     | —     | 3        | 2        | 3     | 2     | 0.67            |
| Total club           | Total club    | Total club    | 3     | 2     | 0     | 0     | 4        | 5        | 7     | 7     | 1.00            |
| Valladolid Deportivo | 1935-36       | 2.ª           | 6     | 2     | 6     | —     | —        | —        | 12    | 2     | 0.17            |
| Madrid F. C.         | 1939-40       | 1.ª           | 15    | 8     | 9     | 2     | —        | —        | 24    | 10    | 0.42            |
| Real Madrid F. C.    | 1940-41       | 1.ª           | 14    | 11    | 2     | —     | —        | —        | 16    | 11    | 0.69            |
| Real Madrid C. F.    | 1941-42       | 1.ª           | 26    | 11    | 5     | —     | —        | —        | 31    | 11    | 0.35            |
| Real Madrid C. F.    | 1942-43       | 1.ª           | 25    | 8     | 10    | 6     | —        | —        | 35    | 14    | 0.40            |
| Real Madrid C. F.    | 1943-44       | 1.ª           | 12    | 3     | 4     | 1     | —        | —        | 16    | 4     | 0.25            |
| Real Madrid C. F.    | 1944-45       | 1.ª           | 11    | 7     | 4     | 1     | —        | —        | 15    | 8     | 0.53            |
| Real Madrid C. F.    | 1945-46       | 1.ª           | —     | —     | —     | —     | —        | —        | 0     | 0     | 0               |
| Real Madrid C. F.    | 1946-47       | 1.ª           | 1     | —     | 4     | 1     | —        | —        | 5     | 1     | 0.20            |
| Real Madrid C. F.    | 1947-48       | 1.ª           | 16    | 6     | 2     | 1     | —        | —        | 18    | 7     | 0.39            |
| Total club           | Total club    | Total club    | 120   | 54    | 40    | 12    | 0        | 0        | 160   | 66    | 0.41            |
| Zaragoza C. F.       | 1948-49       | 3.ª           | 17    | 10    | —     | —     | —        | —        | 17    | 10    | 0.59            |
| Zaragoza C. F.       | 1949-50       | 2.ª           | 28    | 8     | 1     | —     | —        | —        | 29    | 8     | 0.28            |
| Total club           | Total club    | Total club    | 45    | 18    | 1     | 0     | 0        | 0        | 46    | 18    | 0.39            |
| Total carrera        | Total carrera | Total carrera | 174   | 76    | 47    | 12    | 4        | 5        | 225   | 93    | 0.41            |
| 1. 2.                |               |               |       |       |       |       |          |          |       |       |                 |

## Palmarés
En su palmarés no se reconoce el Campeonato de España de Copa 1946 al no estar registrado con el club esa temporada por problemas de salud.
| Título | Club              | Año  |
| ------ | ----------------- | ---- |
| Copa   | Real Madrid C. F. | 1947 |